# Elecciones municipales de El Salvador de 2024
Las elecciones municipales de la República de El Salvador de 2024 se llevaron a cabo el 3 de marzo de 2024, son las undécimas de su tipo desde la firma de los Acuerdos de Paz de 1992 y las decimocuartas desde la promulgación de la Constitución de la República de 1983; en ellas se elegirán a los miembros de los Concejos Municipales de los 44 municipios en los que se encuentra dividido el territorio nacional y que son conformantes del Gobierno Local. Anteriormente se contaba con 262 municipios.

## Sistema electoral
La Constitución señala que para el Gobierno Local los departamentos se divide en municipios que están regidos por un concejo municipal conformado por un alcalde, un síndico y dos o más regidores en función de su población (Art. 202), estos miembros del concejo municipal deben ser mayores a 25 años y residir en dicho municipio o un municipio vecino, y ejercerán sus funciones por un período de tres años con posibilidad de reelección indefinida. Desde las elecciones municipales de 2015 los concejos municipales son también plurales, es decir, el partido más votado en la circunscripción municipal obtiene los cargos de alcalde y síndico, mientras que los regidores son distribuidos entre los partidos de forma proporcional al número de votos obtenidos según modelo de cocientes y residuos, garantizando sin embargo que el partido o coalición mayoritaria posee mayoría simple (la mitad más uno) de los asientos en el concejo.
Con las reformas aprobadas en junio de 2023 por la Asamblea Legislativa, se pasó de tener 262 consejos municipales (municipios) a  44 completamente nuevos y nombrados basado en los cuatro puntos cardinales: Norte, Sur, Este y Oeste; los 262 municipios pasan a ser distritos y quedarán agrupados por regiones en cada uno de los 14 departamentos.
Todo ciudadano mayor de 18 años en el pleno goce de sus derechos políticos puede ejercer el sufragio dentro de la circunscripción electoral en la que sea residente, en un principio, la única forma de elección de los concejos municipales era mediante el voto por bandera política, es decir, sin permitirse aún la participación en el proceso de elección de planillas de concejos municipales no partidarios, pero en un fallo emitido por la Suprema Corte de Justicia en 2010 quedaron habilitadas las candidaturas no partidarias.
Los únicos requisitos para participar en las elecciones de concejo municipal son:
- Ser mayor de 25 años de edad, además, se debe ser salvadoreño de nacimiento.

El art. 167 de la Constitución señala que no podrá ser candidato o candidata quienes:
- Los que tengan en suspenso o hayan perdido sus derechos de ciudadanos;
- Los contratistas o subcontratistas, concesionarios o suministrantes de servicios públicos por cuenta del municipio;
- Los que tengan pendiente juicio contencioso administrativo o controversia judicial con la Municipalidad o con el establecimiento que de ella dependa o administre;
- Los enajenados mentales;
- Los que se hubieran inscrito como candidatos y candidatas para la presidencia o vicepresidencia de la República, diputados y diputadas a la Asamblea Legislativa o al PARLACEN, cuando las elecciones se desarrollen el mismo año.

## Calendario electoral
| Actividad | Fecha de Inicio | Fecha de Finalización |
| --- | --------------- | --------------------- |
| Suspensión del proceso para modificar la dirección de residencia. | 02/dic/2022     | 03/abr/2023           |
| Convocatoria y realización de elecciones internas de partidos políticos para elegir candidaturas. | 03/feb/2023     | 05/jul/2023           |
| Definición de Oficinas de Enlace de partidos políticos y proceso de aprobación de centros de votación. | 01/feb/2023     | 06/oct/2023           |
| Suspensión de admisión de solicitudes de inscripción de nuevos partidos políticos. | 14/ago/2023     | 06/abr/2024           |
| Recibimiento de solicitudes de personas interesadas en participar como candidaturas no partidarias para ser reconocidas. | 05/may/2023     | 05/sep/2023           |
| Inscripción de Pactos de Coalición para la elección presidencial y de diputaciones de la Asamblea Legislativa. | 07/ago/2023     | 18/ago/2023           |
| Cierre de Registro Electoral. | 11/abr/2023     | 06/oct/2023           |
| Convocatoria a Elecciones y otras acciones. | 06/sep/2023     | 28/feb/2024           |
| Inscripción y propaganda electoral de candidaturas a Presidencia y Vicepresidencia de la República. | 07/sep/2023     | 31/ene/2024           |
| Inscripción y propaganda electoral de candidaturas de Diputaciones a la Asamblea Legislativa. | 07/sep/2023     | 31/ene/2024           |
| Organización de Juntas Electorales Departamentales (JED) | 07/ago/2023     | 27/dic/2023           |
| Organización de Juntas Electorales Municipales (JEM) | 07/ago/2023     | 09/abr/2024           |
| Preparativos y Material Electoral-Elección presidencial y de diputaciones a la Asamblea Legislativa. | 07/oct/2023     | 28/ene/2024           |
| Pruebas y Simulacros de Transición, Procesamiento y Divulgación de Resultados Electorales Preliminares. | 03/ene/2023     | 16/feb/2024           |
| Organización de Juntas Receptoras de Votos. | 06/oct/2023     | 04/mar/2024           |
| Logística para la elección presidencial y de diputaciones a la Asamblea Legislativa. | 04/dic/2023     | 05/abr/2024           |
| ELECCIONES PRESIDENCIALES, VICEPRESIDENCIALES Y DE DIPUTACIONES A LA ASAMBLEA LEGISLATIVA. - Transmisión, procesamiento y divulgación de resultados electorales preliminares. | 04/feb/2024     | 05/feb/2024           |
| Declaratoria de Resultados y Entrega de Credenciales elección presidencial y de diputaciones a la Asamblea Legislativa. - Escrutinio final. - Decreto de Declaratoria Firme de Resultados de Elección Presidencial. (16/feb/2024 - 20/feb/2024) - Decreto de Declaratoria Firme de Resultados de Diputaciones a la Asamblea Legislativa. (18/feb/2024 - 24/feb/2024)                           | 04/feb/2024     | 06/mar/2024           |
| Convocatoria a 2da. vuelta electoral presidencial y otras acciones (si hubiere). | 17/feb/2024     | 28/feb/2024           |
| Inscripción de Pactos de Coalición para las elecciones de diputaciones al PARLACEN y Concejos Municipales. | 04/sep/2023     | 18/sep/2023           |
| Inscripción y propaganda electoral de candidaturas de Diputaciones al PARLACEN. | 07/sep/2023     | 28/feb/2024           |
| Inscripción y propaganda electoral de candidaturas a Concejos Municipales. | 16/oct/2023     | 28/feb/2024           |
| Preparativos y material electoral elecciones de diputaciones al PARLACEN, Concejos Municipales y 2da. elección presidencial (si hubiere). | 07/oct/2023     | 25/feb/2024           |
| Logística para las elecciones de diputaciones al PARLACEN, Concejos Municipales y 2da. elección presidencial (si hubiere). | 05/feb/2024     | 26/abr/2024           |
| ELECCIONES DE DIPUTACIONES AL PARLACEN, CONCEJOS MUNICIPALES Y SEGUNDA ELECCIÓN PRESIDENCIAL (SI HUBIERE). - Transmisión, procesamiento y divulgación de resultados electorales preliminares. | 03/mar/2024     | 04/mar/2024           |
| Declaratoria de Resultados y Entrega de Credenciales elección presidencial, diputaciones al PARLACEN y Concejos Municipales. - Escrutinio final. - Decreto de Declaratoria Firme de Resultados de 2da. vuelta Elección Presidencial. (14/mar/2024 - 18/mar/2024) - Decreto de Declaratoria Firme de Resultados de Diputaciones al PARLACEN y Concejos Municipales. (18/mar/2024 - 03/abr/2024) | 03/mar/2024     | 12/abr/2024           |
| Proceso sansionatorio para quien se negare sin justa causa a desempeñar cargos de miembros de Organismos Electorales. | 07/oct/2023     | 26/jul/2024           |
| Seminario de Evaluación del Proceso Electoral 2024 y publicación y divulgación de Estadísticas Electorales 2024. | 06/y/2024       | 12/jul/2024           |
| Ejecución, control y liquidación presupuestaria. | 03/ene/2023     | 19/jul/2024           |
| Rendición de Cuentas TSE sobre el Proceso Electoral 2024. | 24/jul/2024     | 30/jul/2024           |

## Redistribución

Mapa de los 44 municipios.

El 1 de junio de 2023, durante su discurso correspondiente a los 4 años de gobierno, Nayib Bukele anunció la presentación de varias propuestas a la Asamblea Legislativa, la primera fue la reducción de alcaldías de 262 a 44, los municipios pasarían a ser distritos y mantendrían sus edificios como oficinas distritales que tendrían la capacidad de brindar servicios a los ciudadanos. También presentó la propuesta de reducción de 84 a 60 diputados en la Asamblea Legislativa, está legislación debería ser estudiada, presentada y aprobada para entrar en vigencia en las elecciones de 2024.
En la sesión plenaria del 6 de junio de 2023, la Asamblea Legislativa de El Salvador aprobó con 66 votos una reforma al Código Electoral para pasar del Sistema de Cociente Hare al Sistema D'Hondt, permitiendo modificar la cantidad de diputados y la forma de su distribución, dando razón al carácter igualitario y constitucional del sufragio.
En la sesión plenaria del 13 de junio de 2023, la Asamblea Legislativa aprobó luego de una semana de estudio y con 66 votos a favor, la reducción de municipios. La nueva Ley establece que los 262 municipios se convertirán en 262 distritos agrupados en 44 nuevos municipios en los 14 departamentos ya existentes.
No se publicaron estudios o parámetros técnicos bajo los cuales se decidió escoger tales cifras y la forma en que se agruparon los nuevos distritos. El único análisis que se menciona en un estudio legislativo fue el económico (para reducir gastos, sin mencionar de qué manera sería):

“Cada municipio debe ser capaz de generar en alguna medida, la sostenibilidad financiera o la autosostenibilidad tributaria para la obtención de recursos que permitan atender los gastos de gobierno, administración y prestación de los servicios públicos esenciales”.

Diversos expertos en Derecho electoral advirtieron que lo que realmente ocultan dichas reformas es una manipulación malintencionada de las circunscripciones electorales, de manera que la concentración de poder sea favorable a un único partido (es decir, realizando Gerrymandering), totalmente contrario al principio del pluralismo, que ha sido defendido en años anteriores por la Sala de lo Constitucional de El Salvador.

### Concejos Municipales

Los 44 consejos municipales de votación se muestran agrupados por departamento, de mayor a menor.

| Circunscripción | Municipios | Municipios | Municipios |
| Circunscripción | Actual     | Nuevo      | +/-        |
| --------------- | ---------- | ---------- | ---------- |
| Chalatenango    | 33         | 3          | 30         |
| Morazán         | 26         | 2          | 24         |
| Usulután        | 23         | 3          | 20         |
| La Paz          | 22         | 3          | 19         |
| La Libertad     | 22         | 6          | 16         |
| San Miguel      | 20         | 3          | 17         |
| San Salvador    | 19         | 5          | 14         |
| La Unión        | 18         | 2          | 16         |
| Sonsonate       | 16         | 4          | 12         |
| Cuscatlán       | 16         | 2          | 14         |
| Santa Ana       | 13         | 4          | 9          |
| San Vicente     | 13         | 2          | 11         |
| Ahuachapán      | 12         | 3          | 9          |
| Cabañas         | 9          | 2          | 7          |
| Total           | 262        | 44         | 218        |

## Partidos inscritos
De los trece partidos constituidos legalmente para competir en las elecciones, solo doce convocaron a comicios internos en el plazo que determinó el Tribunal Supremo Electoral (TSE). El partido Democracia Salvadoreña (DS) no convocó a internas.
|  | 50,78 % |

|  | 19,01 % |

|  | 11,16 % |

|  | 10,86 % |

|  | 4,93 % |

|  | 1,73 % |

|  | 0,69 % |

|  | 0,45 % |

|  | 0,39 % |

## Encuestas de opinión
| Firma del sondeo/Notario    | Fecha              | Tamaño de la muestra |           | ARENA         | FMLN  | GANA  |      | NT   | PDC  | VAMOS | CD   |     | FPS | Abs/NS/Nulo | Dif.  |     |     |   |      |      |
| --------------------------- | ------------------ | -------------------- | --------- | ------------- | ----- | ----- | ---- | ---- | ---- | ----- | ---- | --- | --- | ----------- | ----- | --- | --- | - | ---- | ---- |
| Firma del sondeo/Notario    | Fecha              | Tamaño de la muestra | Iudop-UCA | 3-14 Ene 2024 | 1264  | 42.9  | 5.3  | 2.8  | 6.7  | 1.6   | 0.2  | 2.5 | 0.9 | Abs/NS/Nulo | Dif.  | 0.3 | 0.6 | - | 36.2 | 36.2 |
| CEC-UFG                     | 3 Ene-8 Ene 2024   | 1904                 | 54.7      | 5.8           | 2.8   | 3.3   | 1.7  | 0.9  | 3.0  | 1.0   | 0.6  | 0.7 | 0.1 | 25.5        | 48.9  |     |     |   |      |      |
| Iudop-UCA                   | 11 Nov-29 Nov 2023 | 1,512                | 40.3      | 4.8           | 4.0   | 4.0   | 1.0  | 0.7  | 0.9  | 0.8   | 0.1  | 0.4 | 0.2 | 34.4        | 35.5  |     |     |   |      |      |
| Fundaungo                   | 1–5 Sep 2023       | 502                  | 35.9      | 2.1           | 1.0   | 2.2   | 1.4  | 0.1  | –    | 0.1   | –    | –   | –   | 53.9        | 18.0  |     |     |   |      |      |
| Fundaungo                   | 2 May–9 Jun 2023   | 1,814                | 40.4      | 3.5           | 3.7   | 4.9   | 0.8  | 0.2  | 0.3  | 0.2   | –    | –   | –   | –           | 35.5  |     |     |   |      |      |
| CEC-UFG                     | 27 May–1 Jun 2023  | 1,334                | 56.7      | 4.9           | 2.2   | 3.2   | 0.2  | 0.4  | 0.4  | 0.9   | 0.3  | –   | –   | –           | 51.8  |     |     |   |      |      |
| La Prensa Gráfica           | 15–24 Feb 2023     | 1,500                | 41.9      | 4.3           | 2.3   | 1.9   | –    | –    | –    | –     | –    | –   | –   | –           | 37.6  |     |     |   |      |      |
| La Prensa Gráfica           | 16–21 Nov 2022     | 1,520                | 35.3      | 4.6           | 2.2   | 3.6   | –    | –    | –    | –     | –    | –   | –   | –           | 30.7  |     |     |   |      |      |
| CEC-UFG                     | 27–31 Oct 2022     | 1,227                | 50.0      | 3.4           | 2.2   | 2.5   | 0.8  | 0.2  | 0.5  | 0.8   | –    | –   | –   | –           | 46.6  |     |     |   |      |      |
|                             |                    |                      |           |               |       |       |      |      |      |       |      |     |     |             |       |     |     |   |      |      |
| Elecciones municipales 2021 | 28 Feb 2021        | –                    | 50.78     | 19.01         | 10.86 | 11.16 | 4.93 | 0.45 | 1.73 | 0.39  | 0.69 | –   | –   | –           | 31.77 |     |     |   |      |      |
|                             |                    |                      |           |               |       |       |      |      |      |       |      |     |     |             |       |     |     |   |      |      |

## Sumario general
Resultados del escrutinio final al conteo del 100.00% de actas.
|  | 39.12 % |

|  | 13.41 % |

|  | 11.16 % |

|  | 9.78 % |

|  | 9.20 % |

|  | 7.78 % |

|  | 4.36 % |

|  | 3.24 % |

|  | 0.94 % |

|  | 0.56 % |

|  | 0.46 % |

|  | 30.10 % |

## Resultados por departamento

### San Salvador
|  | 50.29 % |

|  | 21.46 % |

|  | 16.94 % |

|  | 4.96 % |

|  | 2.46 % |

|  | 2.11 % |

|  | 1.07 % |

|  | 0.39 % |

|  | 0.33 % |

|  | 29.07 % |

|  | 38.90 % |

|  | 34.20 % |

|  | 9.37 % |

|  | 6.24 % |

|  | 5.27 % |

|  | 3.44 % |

|  | 0.91 % |

|  | 0.89 % |

|  | 0.79 % |

|  | 28.06 % |

|  | 47.83 % |

|  | 17.82 % |

|  | 17.56 % |

|  | 9.87 % |

|  | 5.29 % |

|  | 1.64 % |

|  | 34.14 % |

|  | 57.92 % |

|  | 14.56 % |

|  | 7.35 % |

|  | 6.21 % |

|  | 5.19 % |

|  | 3.19 % |

|  | 2.01 % |

|  | 1.72 % |

|  | 1.40 % |

|  | 0.22 % |

|  | 0.22 % |

|  | 28.13 % |

|  | 34.21 % |

|  | 22.64 % |

|  | 20.45 % |

|  | 9.99 % |

|  | 4.27 % |

|  | 4.02 % |

|  | 1.59 % |

|  | 1.29 % |

|  | 0.44 % |

|  | 31.29 % |

### La Libertad
|  | 33.44 % |

|  | 25.74 % |

|  | 12.34 % |

|  | 10.70 % |

|  | 5.74 % |

|  | 5.46 % |

|  | 4.99 % |

|  | 1.29 % |

|  | 0.29 % |

|  | 24.57 % |

|  | 49.60 % |

|  | 33.22 % |

|  | 7.90 % |

|  | 5.76 % |

|  | 2.68 % |

|  | 0.65 % |

|  | 0.19 % |

|  | 32.10 % |

|  | 67.11 % |

|  | 31.43 % |

|  | 0.71 % |

|  | 0.61 % |

|  | 0.14 % |

|  | 46.46 % |

|  | 34.40 % |

|  | 34.18 % |

|  | 10.90 % |

|  | 9.49 % |

|  | 9.05 % |

|  | 1.40 % |

|  | 0.58 % |

|  | 27.75 % |

|  | 64.29 % |

|  | 25.26 % |

|  | 3.82 % |

|  | 1.49 % |

|  | 1.48 % |

|  | 1.40 % |

|  | 1.04 % |

|  | 0.79 % |

|  | 0.28 % |

|  | 0.15 % |

|  | 34.14 % |

|  | 50.73 % |

|  | 22.07 % |

|  | 7.43 % |

|  | 6.93 % |

|  | 5.82 % |

|  | 2.89 % |

|  | 1.43 % |

|  | 0.94 % |

|  | 0.63 % |

|  | 0.57 % |

|  | 0.53 % |

|  | 30.02 % |

### Santa Ana
|  | 45.14 % |

|  | 33.11 % |

|  | 8.85 % |

|  | 3.75 % |

|  | 3.13 % |

|  | 2.35 % |

|  | 1.65 % |

|  | 1.08 % |

|  | 0.94 % |

|  | 24.16 % |

|  | 32.37 % |

|  | 28.96 % |

|  | 19.12 % |

|  | 8.90 % |

|  | 5.24 % |

|  | 2.30 % |

|  | 2.22 % |

|  | 0.88 % |

|  | 29.55 % |

|  | 61.45 % |

|  | 30.04 % |

|  | 3.49 % |

|  | 2.15 % |

|  | 1.54 % |

|  | 0.55 % |

|  | 0.52 % |

|  | 0.26 % |

|  | 35.23 % |

|  | 42.06 % |

|  | 32.67 % |

|  | 9.77 % |

|  | 6.65 % |

|  | 4.61 % |

|  | 3.02 % |

|  | 1.21 % |

|  | 25.81 % |

### San Miguel
|  | 73.61 % |

|  | 20.91 % |

|  | 2.40 % |

|  | 1.38 % |

|  | 0.76 % |

|  | 0.53 % |

|  | 0.40 % |

|  | 27.68 % |

|  | 52.82 % |

|  | 44.15 % |

|  | 1.93 % |

|  | 0.71 % |

|  | 0.39 % |

|  | 41.15 % |

|  | 43.89 % |

|  | 22.97 % |

|  | 20.37 % |

|  | 4.81 % |

|  | 3.02 % |

|  | 2.38 % |

|  | 1.39 % |

|  | 1.18 % |

|  | 25.62 % |

### Sonsonate
|  | 53.27 % |

|  | 38.43 % |

|  | 2.21 % |

|  | 1.96 % |

|  | 1.74 % |

|  | 1.65 % |

|  | 0.40 % |

|  | 0.34 % |

|  | 32.08 % |

|  | 43.14 % |

|  | 33.76 % |

|  | 9.87 % |

|  | 3.97 % |

|  | 3.45 % |

|  | 2.98 % |

|  | 2.50 % |

|  | 0.33 % |

|  | 28.93 % |

|  | 39.80 % |

|  | 22.28 % |

|  | 19.43 % |

|  | 8.29 % |

|  | 3.23 % |

|  | 3.18 % |

|  | 2.86 % |

|  | 0.93 % |

|  | 37.33 % |

|  | 34.41 % |

|  | 21.07 % |

|  | 14.13 % |

|  | 11.31 % |

|  | 10.11 % |

|  | 4.46 % |

|  | 2.60 % |

|  | 1.43 % |

|  | 0.47 % |

|  | 28.50 % |

### Usulután
|  | 52.84 % |

|  | 38.91 % |

|  | 2.73 % |

|  | 1.84 % |

|  | 1.17 % |

|  | 1.08 % |

|  | 0.74 % |

|  | 0.43 % |

|  | 0.25 % |

|  | 23.16 % |

|  | 46.59 % |

|  | 40.20 % |

|  | 7.90 % |

|  | 2.36 % |

|  | 1.19 % |

|  | 1.03 % |

|  | 0.73 % |

|  | 29.12 % |

|  | 29.91 % |

|  | 26.98 % |

|  | 26.88 % |

|  | 15.60 % |

|  | 0.44 % |

|  | 0.19 % |

|  | 32.23 % |

### Ahuachapán
|  | 58.15 % |

|  | 24.67 % |

|  | 12.20 % |

|  | 3.68 % |

|  | 0.66 % |

|  | 0.64 % |

|  | 39.11 % |

|  | 42.52 % |

|  | 41.63 % |

|  | 8.43 % |

|  | 2.47 % |

|  | 1.55 % |

|  | 1.40 % |

|  | 1.09 % |

|  | 0.91 % |

|  | 40.18 % |

|  | 53.90 % |

|  | 43.99 % |

|  | 1.04 % |

|  | 0.79 % |

|  | 0.28 % |

|  | 37.71 % |

### La Paz
|  | 60.40 % |

|  | 34.32 % |

|  | 2.27 % |

|  | 1.30 % |

|  | 0.98 % |

|  | 0.72 % |

|  | 37.49 % |

|  | 39.36 % |

|  | 25.77 % |

|  | 9.74 % |

|  | 6.64 % |

|  | 5.51 % |

|  | 3.56 % |

|  | 3.29 % |

|  | 2.56 % |

|  | 2.26 % |

|  | 1.30 % |

|  | 25.86 % |

|  | 57.07 % |

|  | 25.92 % |

|  | 8.52 % |

|  | 3.52 % |

|  | 2.47 % |

|  | 1.90 % |

|  | 0.40 % |

|  | 0.21 % |

|  | 31.24 % |

### La Unión
|  | 51.47 % |

|  | 23.84 % |

|  | 11.82 % |

|  | 5.89 % |

|  | 4.57 % |

|  | 2.41 % |

|  | 20.22 % |

|  | 45.52 % |

|  | 37.90 % |

|  | 6.16 % |

|  | 4.95 % |

|  | 4.40 % |

|  | 1.07 % |

|  | 22.49 % |

### Cuscatlán
|  | 45.22 % |

|  | 17.31 % |

|  | 11.91 % |

|  | 11.19 % |

|  | 9.09 % |

|  | 5.29 % |

|  | 28.52 % |

|  | 40.89 % |

|  | 35.67 % |

|  | 11.11 % |

|  | 8.00 % |

|  | 4.34 % |

|  | 31.10 % |

### Chalatenango
|  | 37.13 % |

|  | 35.40 % |

|  | 21.87 % |

|  | 4.99 % |

|  | 0.61 % |

|  | 31.03 % |

|  | 50.54 % |

|  | 41.40 % |

|  | 4.03 % |

|  | 3.60 % |

|  | 0.43 % |

|  | 36.28 % |

|  | 46.50 % |

|  | 28.61 % |

|  | 22.42 % |

|  | 1.36 % |

|  | 1.03 % |

|  | 0.08 % |

|  | 39.66 % |

### Morazán
|  | 38.97 % |

|  | 30.00 % |

|  | 24.15 % |

|  | 3.47 % |

|  | 3.40 % |

|  | 36.37 % |

|  | 46.16 % |

|  | 33.99 % |

|  | 16.39 % |

|  | 2.24 % |

|  | 1.22 % |

|  | 35.20 % |

### San Vicente
|  | 32.52 % |

|  | 30.57 % |

|  | 23.54 % |

|  | 5.65 % |

|  | 4.05 % |

|  | 3.13 % |

|  | 0.53 % |

|  | 31.71 % |

|  | 39.17 % |

|  | 32.20 % |

|  | 13.48 % |

|  | 5.31 % |

|  | 3.93 % |

|  | 3.93 % |

|  | 1.99 % |

|  | 24.95 % |

### Cabañas
|  | 68.85 % |

|  | 14.61 % |

|  | 10.50 % |

|  | 2.71 % |

|  | 2.53 % |

|  | 0.79 % |

|  | 21.85 % |

|  | 76.13 % |

|  | 15.44 % |

|  | 3.75 % |

|  | 3.71 % |

|  | 0.67 % |

|  | 0.31 % |

|  | 35.23 % |